# Viminacium

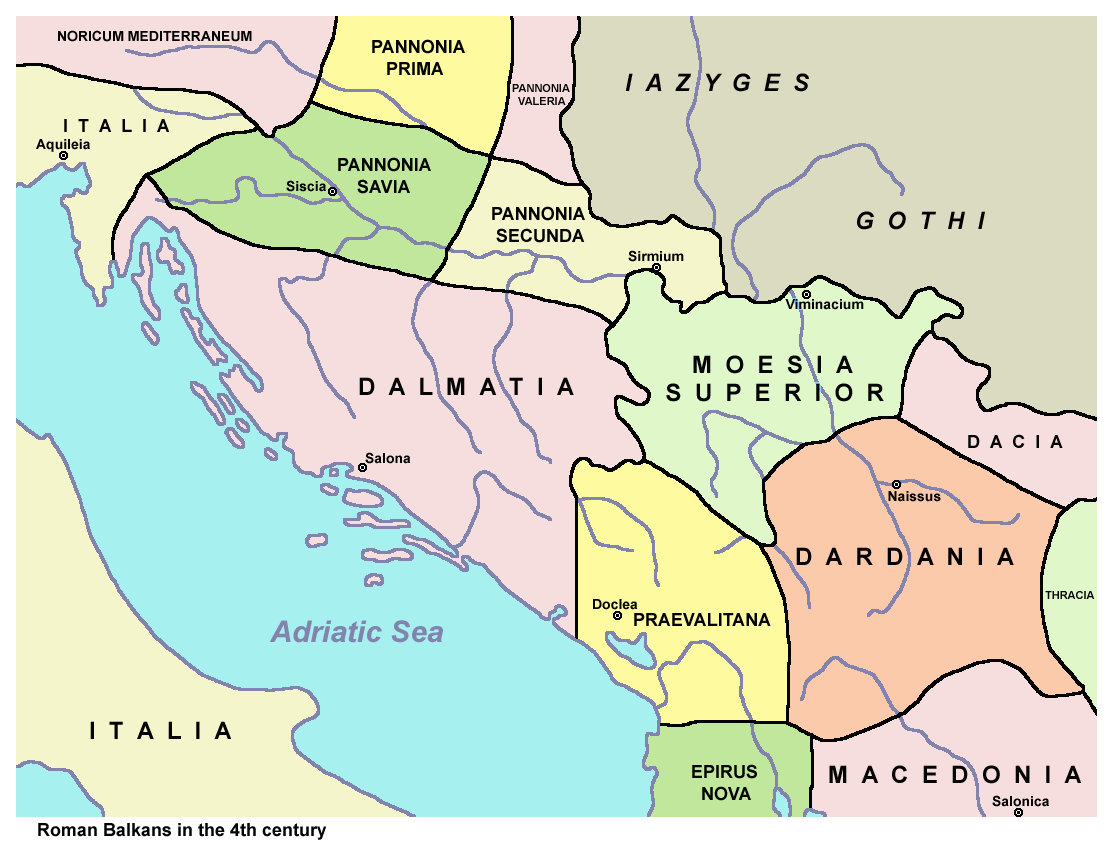

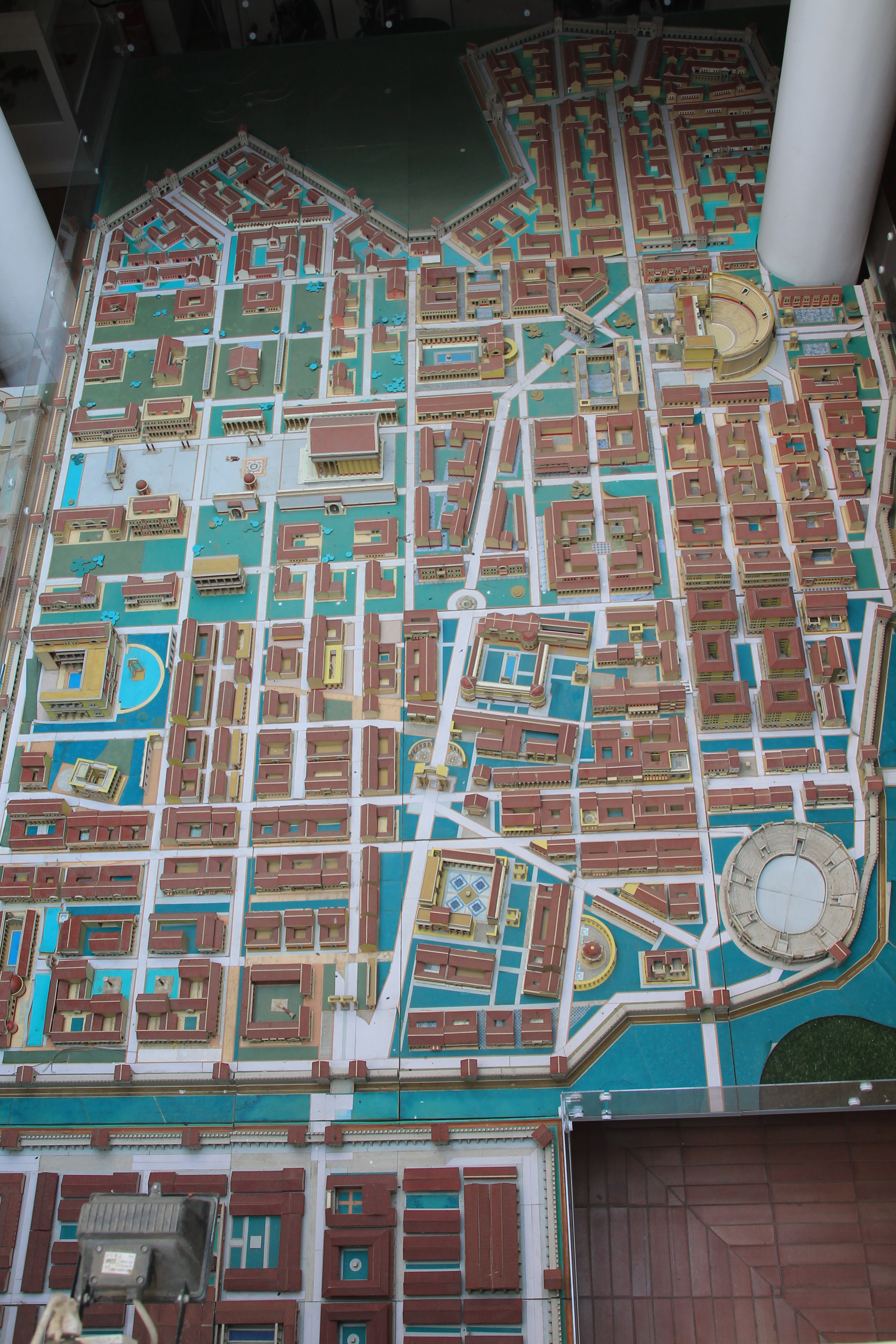
Grondplan

Viminacium was in oorsprong een Romeins legerkamp gebouwd tijdens de Bellum Batonianum (6-9 na Chr.) en in 52 na Chr. de legerbasis voor Legio VII Claudia. Het had een capaciteit voor 5 à 6000 soldaten. Het lag op de Via Militaris, ten zuiden van de Donau, de noordgrens van het Romeinse Rijk
In 117 werd Viminacium een municipium, na verloop van tijd leefden er ca.30 à 40 duizend mensen rond de stad en werd het de hoofdstad van de provincia Moesia superior. De stad bevond zich aan de samenloop van de rivier de Mlava en de Donau, in de haven was er een deel van de Romeinse vloot  gevestigd. Viminacium had brede straten, villa's, gebouwen met meerdere verdiepingen, grote en talrijke openbare gebouwen, zoals : thermen, tempels, een amfitheater... In 239 werd het een colonia en kreeg het de rechten om munten te slaan.
Attila de Hun verwoestte de stad in 441. Keizer Justinianus I (527-565) gaf het zijn glorie terug. Tijdens de slag bij Viminacium in 599 werd de stad definitief vernietigd door de Avaren.
De opgravingen begonnen onder leiding van Mihailo Valtrović in 1882. De site bevindt zich op het grondgebied Kostolac, Servië, 90 km. ten oosten van de hoofdstad Belgrado en is 450 ha. groot.